# Hát Lót (thị trấn)
Hát Lót là thị trấn huyện lỵ của huyện Mai Sơn, tỉnh Sơn La, Việt Nam.

## Địa lý
Thị trấn Hát Lót có vị trí địa lý:
- Phía bắc giáp xã Mường Bon và xã Nà Bó
- Phía đông giáp xã Nà Bó
- Phía nam giáp xã Cò Nòi và xã Hát Lót
- Phía tây giáp xã Hát Lót và xã Mường Bon.

Thị trấn Hát Lót có diện tích 13,76 km², dân số là 17.032 người  , mật độ dân số đạt 1.238 người/km².
Thị trấn hiện nay có tuyến Quốc lộ 6 (AH13) và Quốc lộ 37 đi qua địa bàn, có tỉnh lộ 671 đến xã Mường Bon và gần với tuyến tỉnh lộ 110.

## Lịch sử
Thị trấn Hát Lót được thành lập vào ngày 13 tháng 4 năm 1977 trên cơ sở tách ra từ xã Hát Lót.
Theo thống kê của Ủy ban nhân dân huyện Mai Sơn năm 2015, thị trấn Hát Lót có diện tích 1.376 ha, tổng số hộ dân là 4.411 hộ với 17.032 người.
Ngày 16/11/2018, thị trấn Hát Lót được công nhận là đô thị loại IV theo Quyết định số 1496 của Bộ Xây dựng.

## Hành chính
Thị trấn Hát Lót được chia thành 21 tiểu khu, được đánh số từ 1 đến 21.